# Lisunie
Lisunie (deutsch Lissuhnen, 1936 bis 1945 Lißuhnen) ist ein Ort in der polnischen Woiwodschaft Ermland-Masuren. Er gehört zur Stadt- und Landgemeinde Mikołajki (Nikolaiken) im Powiat Mrągowski (Kreis Sensburg).

## Geographische Lage
Lisunie liegt am Südostufer des Lissuhner See (1936 bis 1945 Lißuhner See, polnisch Jezioro Lisunie) inmitten der Woiwodschaft Ermland-Masuren, 17 Kilometer südöstlich der Kreisstadt Mrągowo (deutsch Sensburg).

## Geschichte
Der  nach 1785 Lyssuhnen und bis 1936 Lissuhnen genannte Ort bestand ursprünglich lediglich aus einem kleinen Hof. 1874 wurde er in den Amtsbezirk Pfeilswalde (polnisch Pilnik, nicht mehr existent) eingegliedert, der bis 1945 bestand und zum Kreis Sensburg im Regierungsbezirk Gumbinnen (ab 1905: Regierungsbezirk Allenstein) in der preußischen Provinz Ostpreußen gehörte. Im Jahre 1910 waren in Lissuhnen 9 Einwohner registriert, im Jahre 1933 waren es 22. 
Aufgrund der Bestimmungen des Versailler Vertrags stimmte die Bevölkerung im Abstimmungsgebiet Allenstein, zu dem Lissuhnen gehörte, am 11. Juli 1920 über die weitere staatliche Zugehörigkeit zu Ostpreußen (und damit zu Deutschland) oder den Anschluss an Polen ab. In Lissuhnen stimmten 20 Einwohner für den Verbleib bei Ostpreußen, auf Polen entfielen keine Stimmen.
Am 12. Februar 1936 wurde die Schreibweise von Lissuhnen in „Lißuhnen“ geändert.
In Kriegsfolge kam der Ort 1945 mit dem gesamten südlichen Ostpreußen zu Polen und erhielt die polnische Namensform „Lisunie“. Heute ist er eine Ortschaft im Verbund der Stadt- und Landgemeinde Mikołajki (Nikolaiken) im Powiat Mrągowski (Kreis Sensburg), bis 1998 der Woiwodschaft Suwałki, seither der Woiwodschaft Ermland-Masuren zugehörig.

## Kirche
Bis 1945 war Lissuhnen (Lißuhnen) in die evangelische Pfarrkirche Nikolaiken in der Kirchenprovinz Ostpreußen der Kirche der Altpreußischen Union sowie in die katholische Pfarrkirche in Sensburg im Bistum Ermland eingepfarrt.
Heute gehört Lisunie auch zur evangelischen Kirche in Mikołajki in der Diözese Masuren der Evangelisch-Augsburgischen Kirche in Polen sowie zur katholischen Kirche in der Stadt innerhalb des Bistums Ełk der polnischen katholischen Kirche.

## Verkehr
Lisunie liegt südlich der polnischen Landesstraße 16 (einstige deutsche Reichsstraße 127) und ist von Zełwągi (Selbongen) aus über eine Nebenstraße zu erreichen. Auch führt eine Straße von Lisiny (Forsthaus Lissuhnen) in den Ort. Eine Bahnanbindung existiert nicht.